# Chelsea Johnson
Chelsea Johnson (San Luis Obispo, 20 december 1983) is een Amerikaanse atlete, die gespecialiseerd is in het polsstokhoogspringen.

## Biografie
Johnson begon met polsstokhoogspringen toen ze op de Atascadero High School zat. In 2002 won ze de Californische High School staatskampioenschappen met 4,04 m. In 2004 miste ze de Olympische Spelen van Athene, doordat ze vierde werd bij de Amerikaanse Trials. Dat jaar won ze wel een gouden medaille bij de NCAA-universiteitskampioenschappen. In 2006 ging ze sociologie studeren aan de Universiteit van Californië - Los Angeles.
In 2008 kwam Johnson opnieuw niet in aanmerking voor uitzending naar de Olympische Spelen, omdat ze bij de Amerikaanse Olympische Trials niet verder kwam dan een zevende plaats. Een jaar later plaatste ze zich met een zilveren medaille bij het polsstokhoogspringen op de Amerikaanse kampioenschappen echter wel voor de wereldkampioenschappen in Berlijn. Daar behaalde ze met 4,65 een zilveren medaille bij het polsstokhoogspringen. De wedstrijd werd onverwachts gewonnen door de Poolse Anna Rogowska, nadat de Russische favoriete Jelena Isinbajeva werd uitgeschakeld na drie foutsprongen.
Chelsea Johnson is de dochter van Jan Johnson, die in 1972 brons behaalde bij het polsstokhoogspringen op de Olympische Spelen en de Amerikaanse kampioenschappen won in 1971.

## Titels
- NCAA-kampioene polsstokhoogspringen - 2004
- NCAA-indoorkampioene polsstokhoogspringen - 2006

## Persoonlijke records
| Onderdeel                      | Prestatie | Datum            | Plaats    |
| ------------------------------ | --------- | ---------------- | --------- |
| polsstokhoogspringen (outdoor) | 4,73 m    | 26 juni 2008     | Los Gatos |
| polsstokhoogspringen (indoor)  | 4,62 m    | 19 februari 2010 | Flagstaff |

## Palmares

### polsstokhoogspringen
Kampioenschappen
- 2003: 9e Amerikaanse kampioenschappen - 4,25 m
- 2004: 4e Olympic Trials - 4,50 m
- 2006: 5e Amerikaanse kampioenschappen - 4,40 m
- 2007: 5e Amerikaanse kampioenschappen - 4,35 m
- 2008:  Amerikaanse indoorkampioenschappen - 4,50 m
- 2008: 7e Olympic Trials - 4,40 m
- 2009:  Amerikaanse kampioenschappen - 4,60 m
- 2009:  WK - 4,65 m

Diamond League-podiumplekken
- 2010:  Adidas Grand Prix – 4,40 m